# Lupe Mejía
Lupe Mejía, apodada «La Yaqui» o «La Cancionera Yaqui», es una cantante y actriz mexicana, conocida por su carrera como intérprete de la canción ranchera y de otros géneros folclóricos mexicanos.

## Biografía
Nació en Ciudad Obregón, Sonora, México. Empezó a cantar a los siete años en actividades artísticas de su escuela y también entre familiares y amigos. Inició su carrera al participar en un concurso de aficionados en un canal de televisión.
En Ciudad de México grabó su primer disco para el sello Peerless con la canción «La flecha» de Víctor Cordero, y el éxito de este sencillo la convirtió en una de los nuevos valores de la música mexicana. Su primer álbum lleva por título La flecha e incluye otros temas como «Cuando te hagan sufrir», «La fórmula» y «El pájaro desplumado». Sus grabaciones posteriores en Peerless también fueron éxitos.
Su éxito y popularidad como cantante la llevó a debutar en el cine mexicano. Trabajó como actriz en películas como Condenados a muerte (1963) y El revólver sangriento (1964), en donde actuó al lado de los cantantes Antonio Aguilar y Juan Mendoza «El Tariácuri».
También ha grabado sencillos y álbumes para otros sellos como Orfeón, Musart y GAS.

## Discografía[2][3]

### Álbumes
- La flecha
- México alegre y bravío
- Chiquita pero picosa y otros éxitos
- Lupe Mejía "La Yaqui"
- ¡Ánimo!
- Se me acobarda el corazón
- Lupe Mejía "La Yaaki"

### Recopilaciones
- 80 aniversario Peerless: 24 éxitos con mariachi y banda